# David Hampshire
David Alan Hampshire (29 de dezembro de 1917 – 25 de agosto de 1990) foi um automobilista britânico nascido na Inglaterra que participou de dois Grandes Prêmios: Grã-Bretanha e França de Fórmula 1 em 1950.

## Fórmula 1[1]
(Legenda)
| Ano  | Equipe   | Chassis          | Motor             | 1       | 2   | 3   | 4   | 5   | 6         | 7   | Pontos | Posição  |
| ---- | -------- | ---------------- | ----------------- | ------- | --- | --- | --- | --- | --------- | --- | ------ | -------- |
| 1950 | Maserati | Maserati 4CLT/48 | Maserati 4CLT L4c | GBR 9 D | MON | 500 | SUI | BEL | FRA Ret D | ITA | 0      | NC (36º) |

### 24 Horas de Le Mans[2]
| Ano  | Equipe            | Nº | Co-Pilotos  | Chassi               | Pneus | Classe | Voltas | Posição Geral | Posição Na Categoria |
| Ano  | Equipe            | Nº | Co-Pilotos  | Motor                | Pneus | Classe | Voltas | Posição Geral | Posição Na Categoria |
| ---- | ----------------- | -- | ----------- | -------------------- | ----- | ------ | ------ | ------------- | -------------------- |
| 1951 | Aston Martin Ltd. | 24 | Reg Parnell | Aston Martin DB2     | D     | S 3.0  | 252    | 7º            | 3º                   |
| 1951 | Aston Martin Ltd. | 24 | Reg Parnell | Aston Martin 2.6L I6 | D     | S 3.0  | 252    | 7º            | 3º                   |